# بیست و ششمین مراسم جایزه گرمی
بیست و ششمین دوره جوایز سالانه گرمی (انگلیسی: 26th Annual Grammy Awards) در ۲۸ فوریه ۱۹۸۴ در شراین ادیتوریوم، لس آنجلس برگزار شد و به‌طور زنده از تلویزیون آمریکا پخش شد. در این دوره به بهترین آثار موسیقی دانان درسال ۱۹۸۳، جوایز اهدا شد. مایکل جکسون که از سوختگی پوست سر به دلیل سانحه در حین فیلمبرداری دریک تبلیغ بازرگانی برای پپسی روبرو شده بود، در طول نمایش توانست هشت جایزه ضبط را کسب کند.این دوره نیز با بیشترین تعداد تماشاگر تلویزیونی رکوردار است.

## اجراکنندگان
| هنرمند                                        | ترانه                                                             |
| --------------------------------------------- | ----------------------------------------------------------------- |
| دانا سامر                                     | "She Works Hard for the Money"                                    |
| بیگ کانتری                                    | "ان ای بیگ کانتری"                                                |
| بانی تایلر                                    | "قلب‌گرفتگی کامل"                                                  |
| چاک بری with George Thorogood & استیوی ری وان | "Maybellene" Roll Over Beethoven"                                 |
| یوریتمیکس                                     | "رؤیاهای شیرین (از این ساخته شده‌اند)"                             |
| Phil Driscoll                                 | "Amazing Grace"                                                   |
| آلبرتینا واکر                                 | "Spread the Word"                                                 |
| لیندا رانستد                                  | "What's New?"                                                     |
| Walter Charles                                | "We Are What We Are" / "I Am What I Am" (from La Cage aux Folles) |
| هربی هنکاک                                    | "Rockit"                                                          |
| The Oak Ridge Boys                            | "Love Song"                                                       |
| جان دنور & a Muppet                           | Dialogue tune                                                     |
| Sheena Easton                                 | "Telefone (Long Distance Love Affair)"                            |
| وینتون مارسالیس with orchestra and quartet    | "A Finale"                                                        |
| ایرنه کارا                                    | "فلش‌دنس… چه احساسی"                                               |

## برندگان

### کلی
- جایزه گرمی ضبط سال
  - «بزن به چاک» – مایکل جکسون
  - کوئینسی جونز (تهیه‌کننده) و مایکل جکسون (تهیه‌کننده)
- جایزه گرمی بهترین آلبوم سال
  - تریلر (آلبوم) – مایکل جکسون
  - کوئینسی جونز (تهیه‌کننده) و مایکل جکسون (تهیه‌کننده)
- جایزه گرمی ترانه سال
  - «هر نفسی که می‌کشی» – پلیس (گروه موسیقی)
  - استینگ (ترانه‌سرا)
- جایزه گرمی بهترین هنرمند جدید
  - کالچر کلاب